# Daphna Poznanski-Benhamou
Pour les articles homonymes, voir Poznanski et Benhamou.
Daphna Poznanski-Benhamou, née le 3 juin 1950 à Oran (Algérie), est une femme politique française et consultante juridique.
Elle est députée de la huitième circonscription des Français établis hors de France  (Israël, Italie, Grèce, Turquie, Malte, Territoires palestiniens, Chypre, Saint-Marin, Vatican) de juin 2012 à février 2013 lorsque son élection est annulée par le Conseil constitutionnel. Elle démissionne du Parti socialiste en mai 2013.

## Biographie
Née en Algérie, elle quitte Oran avec sa mère en juin 1962 pour Marseille. Son père les rejoint le 5 juillet, échappant de peu aux massacres d'Européens à Oran. Titulaire d'une maîtrise de droit public (université de Nice), d'une maîtrise de littérature française et comparée (université de Dijon) et d'un diplôme de relations internationales (Institut du droit de la paix et du développement (Université de Nice), elle se dirige vers une carrière de professeur de droit administratif. En octobre 1978, un groupe d'extrême droite [réf. nécessaire] jette une grenade contre le jardin d'enfants de la communauté juive à Nice inoccupé à ce moment-là, ce qui pousse Daphna Poznanski-Benhamou à émigrer en Israël avec son mari et ses enfants.

## Carrière politique
Daphna Poznanski-Benhamou est à l'origine de la création en Israël, en 1993, de la Section PS Israël et de l'Association démocratique des Français d'Israël (ADFI) rattachée à l'ADFE, aujourd'hui Français du monde, dont elle assure la présidence jusqu'en 2003, et de 2009 à 2016. Membre du Bureau fédéral de la Fédération des Français de l'étranger (1993-2000), puis du Conseil fédéral (2003-2006).
Elle est à l'origine de la création de trois associations de solidarité en Israël (L'AFS, association française de solidarité à Jérusalem, l'AFBTAR, association française de bienfaisance de Tel Aviv et sa région, l'AFSNI, l'association française de solidarité du nord d'Israël) pour aider les Français en situation de précarité, membre du Bureau exécutif de l'association MORIEL -Mémoires et traditions des Juifs d'Algérie-, Présidente de la Commission de contrôle de l'Union des écrivains israéliens d'expression francophone.
Élue conseillère à l'Assemblée des Français de l'étranger en 2000 et réélue en 2006, elle siège à la Commission des lois. En 2009, elle est élue vice-présidente de la Commission des lois et vice-présidente suppléante de l'Assemblée des Français de l'étranger. En 2011, elle devient vice-présidente en titre de cette assemblée. Élue députée des Français de l'étranger en juin 2012 pour la 8e circonscription avec l'étiquette socialiste, elle intègre la Commission de la défense et des forces armées.
Nommée rapporteur du budget des anciens combattants, elle défend la situation des anciens combattants les plus démunis, de leurs veuves et des veuves de grands invalides de guerre. Elle obtient le respect de l'augmentation de pension des anciens combattants alors que cette mesure promise par le gouvernement précédent n'avait pas été budgetée. Elle insiste sur la nécessité d'associer les associations d'anciens combattants à la refonte du Code des pensions militaires et obtient pour l'année suivante la carte dite à cheval, soit l'attribution de la carte d'ancien combattant à ceux qui ont 120 jours de présence en Algérie à condition d'être arrivés avant le 2 juillet 1962. Elle réclame un rapport gouvernemental sur la situation des veuves de grands invalides de guerre et sur la situation des veuves d'anciens combattants résidant à l'étranger.
Lors de la discussion sur le Projet de Loi de Finances de la Sécurité Sociale en octobre 2012, Daphna Poznanski-Benhamou fait voter l'annualisation, la mutualisation et la dématérialisation des certificats de vie pour les retraités de pensions françaises à l'étranger. Cette mesure est entrée en application en octobre 2019.
Le 15 février 2013, le Conseil constitutionnel annule son élection et la déclare inéligible pour un an, ses comptes de campagne, bien que certifiés, ayant été rejetés en raison d'une erreur commise à la suite d'informations erronées reçues de la Fédération des Français de l'étranger au Parti socialiste.
Daphna Poznanski-Benhamou démissionne du Parti socialiste le 13 mai 2013.
En mai 2014, en candidate indépendante, elle est élue conseiller consulaire,, pour la circonscription Tel Aviv-Haïfa. En juin 2014, elle est réélue conseillère à l'Assemblée des Français de l'étranger où elle siège à la Commission des Lois, des Règlements et des Affaires consulaires. Elle s'inscrit au groupe des Non-Inscrits. 
En octobre 2015, elle dépose devant cette Assemblée nationale un rapport sur le recouvrement des pensions alimentaires. Votées à l'unanimité, ses conclusions, qui prônent la création d'une Agence nationale de recouvrement des créances alimentaires dotée d'un pôle dédié aux créances à l'étranger, sont reprises par le Président de la République le 8 mars 2016 devant le Haut Conseil à l'égalité entre les femmes et les hommes. L'Agence de Recouvrement des Impayés de Pensions Alimentaires (ARIPA), prônée par Daphna Poznanski-Benhamou, est mise en place le 1er janvier 2017.
En juin 2016, elle est nommée ambassadrice de l'ONG Selena, association humanitaire qui entend réinsérer par le travail les femmes victimes d'agressions sexuelles autour du bassin méditerranéen.
Elle se représente aux élections législatives en 2017 dans la huitième circonscription des Français établis hors de France. Sans investiture, elle se classe quatrième au soir du premier tour, avec 5,90 % des suffrages.
En octobre 2017, elle dépose à l'Assemblée des Français de l'Étranger un rapport sur les conditions d'exercice du mandat consulaire.
En janvier 2018, elle dépose un rapport sur les améliorations à apporter à la représentation des Français établis hors de France. Puis en mars, elle dépose un rapport sur la non-représentation des Français établis hors de France.
En octobre 2019, elle quitte la Commission des Lois à l'Assemblée des Français de l'Étranger pour la Commission des Finances, de la Fiscalité et du Budget. Elle dépose devant l'Assemblée des Français de l'Étranger une note sur le rapport Coquerel-Mattei sur l'Impôt universel, dénonçant la volonté de LFI et du Modem d'imposer la "loi américaine" aux Français de l'étranger, soit l'imposition des Français de l'étranger selon leur nationalité et non selon leur résidence fiscale, comme c'est le cas actuellement en conformité avec le droit fiscal français et les conventions bilatérales de non imposition signées par la France.
Réélue Conseillère à l'AFE en décembre 2021, élue au Bureau de l'AFE, elle s'inscrit au groupe URCI (Union des Républicains, des Centristes et des Indépendants). Elle dépose en octobre 2022 un rapport sur la création d'un troisième statut de résidence fiscale, aux côtés de la résidence principale et de la résidence secondaire. Cette troisième sorte de résidence devrait prendre en compte les spécificités des Français de l'étranger. Elle est réélue au Bureau de l'Assemblée des Français de l'étranger en octobre 2023.
Daphna Poznanski-Benhamou a été élevée au rang de chevalier de l'ordre national du Mérite (1999) pour ses actions en faveur de la francophonie et chevalier de la Légion d'honneur (2008) pour ses combats en faveur des Français de l'étranger.